# Ludwig Meidner

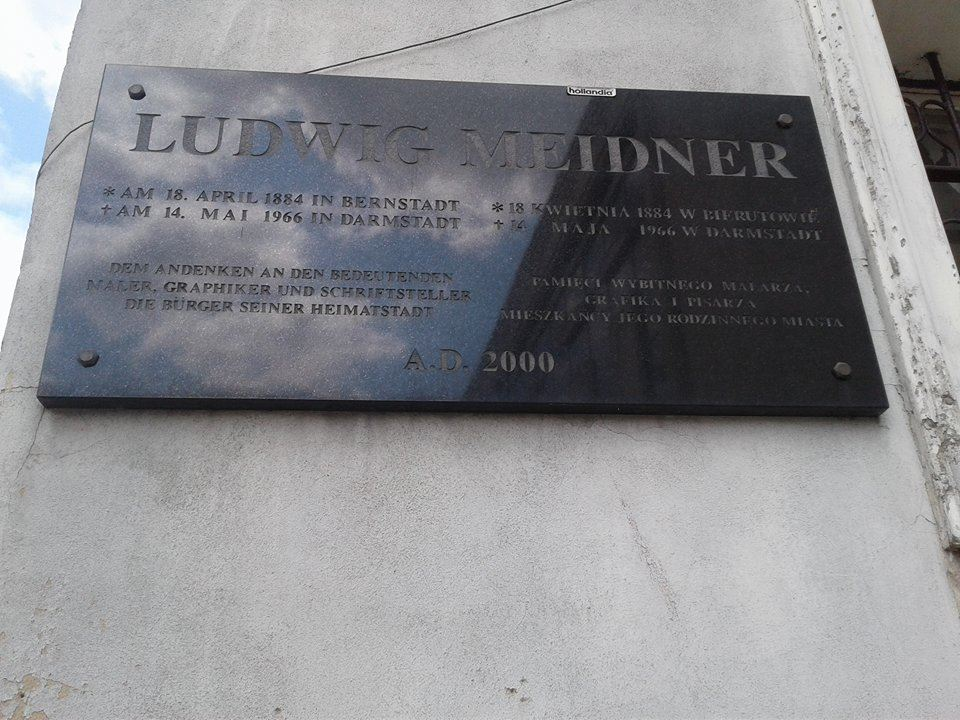
tablica upamiętniająca Ludwiga Meidnera w Bierutowie

Ludwig Meidner (ur. 18 kwietnia 1884 w Bernstadt, obecnie Bierutów, zm. 14 maja 1966 w Darmstadt) – niemiecki malarz żydowskiego pochodzenia, ekspresjonista i grafik.
Jego ojciec, George Meidner, prowadził na bierutowskim rynku sklep z tekstyliami. Ludwig uczęszczał do gimnazjum w Katowicach. W latach 1901–1903 pobierał nauki murarstwa. W latach 1903–1905 uczęszczał do Państwowej Akademii Sztuk we Wrocławiu. Po ukończeniu Akademii wyjechał do Berlina. Współtworzył czasopismo ekspresjonistyczne „Die Aktion”. Pracował również jako rysownik i ilustrator. Kolejne 2 lata spędził w Paryżu uczęszczając na zajęcia w Académie Julian i Académie Córmon. Pierwsze jego prace powstawały pod wpływem dzieł śląskiego malarza barokowego Michaela Willmanna. Jako dorosły artysta przeżył duchowe nawrócenie, co zaowocowało głęboko religijnymi pracami. Styl tych prac określa się jako ekstatyczny ekspresjonizm. Jego prace łączące pierwiastki mistyczne z żydowskimi miały wpływ na artystyczną grupę Jung Idysz.
W 1933 roku otrzymał zakaz malowania i wystawiania swych dzieł, powodem było żydowskie pochodzenie. Z tego powodu rozpoczął pracę jako nauczyciel rysunku w żydowskim gimnazjum Jawne w Kolonii. W 1939 roku udało mu się wraz z żoną Elsą, również graficzką i malarką, wyjechać do Londynu. W latach 1940–1941 Meidner był internowany jako „wrogi obcokrajowiec” na Wyspie Man. Po zakończeniu wojny, w 1953 roku, wrócił do Niemiec. Zamieszkał w żydowskim domu opieki we Frankfurcie, potem w Marxheim im Taunus, a ostatnie 3 lata życia spędził w Darmstadt.
Ludwig Meidner pozostawił po sobie ogromne ilości obrazów olejnych, rysunków oraz grafik. Obecnie znajdują się one  w Archiwum Ludwiga Meidnera w Muzeum Żydowskim we Frankfurcie oraz w kolekcjach prywatnych. Dopiero w latach 80. XX w. prace Meidnera zostały docenione, a on sam uznany za jednego z głównych przedstawicieli ekspresjonizmu urbanistycznego.
W roku 2000 w jego rodzinnym mieście została odsłonięta tablica dwujęzyczna upamiętniająca jego osobę, zawieszona na ścianie budynku znajdującego się po przeciwnej stronie ulicy, co jego dom (budynek, w którym mieszkał Ludwig Meidner, nie istnieje).